# Observatorio Cerro Pochoco
El Observatorio Cerro Pochoco es un observatorio chileno de uso astronómico, que pertenece a la Asociación Chilena de Astronomía y Astronáutica (ACHAYA). Recibe su nombre por el cerro donde se emplazan sus instalaciones, ubicado en la comuna de Lo Barnechea, Región Metropolitana de Santiago.
El observatorio es utilizado por la ACHAYA para impartir clases y talleres de astronomía al público general como a sus socios. También se realizan actividades como radioastronomía y fotografía astronómica. Cuenta con tres cúpulas y una terraza de observación, con telescopios de 250, 200 y 150 mm. Además están en etapa de terminación o instalación dos telescopios de 350 mm y uno de 400 mm. Para radioastronomía cuenta con sistema de antenas y equipos receptores de señales emitidas por el Sol y Júpiter, entre otros.

## Telescopios
- Telescopio Biereguel (Cúpula 1)[3]
- Astrógrafo NASA (Cúpula 2)[3]
- Telescopio Duque (Cúpula 3)[3]